# Kreis Blankenheim
Der Kreis Blankenheim war ein Landkreis in der Eifel im ehemaligen Regierungsbezirk Aachen. Er wurde 1816 gebildet, aber bereits im Jahre 1818 wieder aufgelöst und in den Kreis Gemünd eingegliedert.

## Geschichte
Im Zuge der Verwaltungsneugliederung der preußischen Rheinlande nach dem Wiener Kongress wurde am 20. April 1816 in der preußischen Provinz Großherzogtum Niederrhein der Regierungsbezirk Aachen und seine Landkreise, darunter der „Kreis Blankenheim“ eingerichtet. Das Kreisgebiet umfasste zwölf Bürgermeistereien, die in der vorhergehenden Franzosenzeit zu den Kantonen Blankenheim, Reifferscheid (beide Département de la Sarre) und Kronenburg (Département Ourthe) gehört hatten:
- Blankenheim mit Blankenheim, Blankenheimerdorf, Mülheim und Reetz
- Dahlem mit Dahlem
- Dollendorf mit Dollendorf, Alendorf, Hüngersdorf, Nonnenbach, Ripsdorf und Waldorf
- Hellenthal mit Hellenthal, Kirschseiffen und Wollenberg
- Hollerath mit Giescheid, Hollerath, Ramscheid und Rescheid
- Kronenburg mit Baasem und Kronenburg
- Lommersdorf mit Lommersdorf, Ahrdorf, Freilingen und Uedelhoven
- Marmagen mit Marmagen, Nettersheim, Schmidtheim und Urft
- Reifferscheid mit Reifferscheid, Oberreifferscheid, Blumenthal und Wiesen
- Tondorf mit Tondorf, Lindweiler und Rohr.
- Udenbreth mit Berk, Frauenkron, Schnorrenberg und Udenbreth
- Wahlen mit Benenberg, Diefenbach, Gillenberg, Hecken, Heiden, Krekel, Kreuzberg, Oberschömbach, Roder, Rüth, Unterschömbach, Wahlen, Wildenburg und Winten

Die Bürgermeistereien Dahlem, Hellenthal, Hollerath, Kronenburg, Reifferscheid, Udenbreth und Wahlen besaßen eine Sonderstellung. Sie hatten in der Franzosenzeit zu den Kantonen Kronenburg, Reifferscheid und Schleiden gehört. Diese drei Kantone wurden in einem Geheimvertrag am 18. September 1816 von Preußen an das Herzogtum Mecklenburg-Strelitz abgetreten, wurden jedoch weiterhin von Preußen verwaltet. 1819 kaufte Preußen diese Gebiete für 1 Million Taler zurück.
Einziger Landrat des Kreises war Friedrich Joseph Freiherr von Coels von der Brügghen (* 25. Oktober 1784, † 24. September 1856). Er trat sein Amt am 1. Mai 1816 an. Sein Amtssitz, das Landratsamt, befand sich in der Klosterstraße zu Blankenheim.
Der Kreis Blankenheim hatte nicht lange Bestand. Durch höchste Kabinettsordre wurde er am 16. März 1818 wieder aufgelöst und seine Bürgermeistereien mit Wirkung vom 15. Juni 1818 in den Kreis Gemünd eingegliedert.